# Макфарлейн, Джон Мюрхед
Джон Мюрхед Макфарлейн (англ. John Muirhead Macfarlane, 28 сентября 1855, Керколди, Файф — 16 сентября 1943, Ланкастер) был шотландским ботаником.

## Биография и научная карьера
Занимал различные академические посты в Университете Эдинбурга. Затем эмигрировал в Соединённые Штаты Америки и в 1893 году стал профессором Университета Пенсильвании. В этой должности он состоял до самого выхода на пенсию в 1920. Сыграл ключевую роль в организации и пополнении ботанического сада при этом университете.
Макфарлейн наиболее известен своей книгой The causes and course of organic evolution. A study in bioenergics (1918). Также он был автором многих других работ, включая The evolution and distribution of flowering plants (Apocynaceae, Asclepiadaceae), The evolution and distribution of fishes, Fishes the source of petroleum и The quantity and sources of our petroleum supplies.
Подверг ревизии семейство хищных растений Nepenthes в своей монографии 1908 года «Nepenthaceae». Для указания его авторства в ботанических описаниях видов используется стандартное сокращение Macfarl.